# Симпліційна категорія
Симпліційна категорія (також симплекс-категорія, ординальне категорія) — категорія непустих скінченних ординалів, морфізмами в якій є монотонні функції. Відіграє важливу роль в алгебричній топології , є основною для таких конструкцій, як симпліційні об'єкти і симпліційні множини.
Позначається {\displaystyle \Delta }, іноді — {\displaystyle \mathbf {Ord} }.

## Означення
Об'єктами симпліційної категорії {\displaystyle \Delta } мають вид {\displaystyle [n]=\{0,1,\dots ,n\}}, де {\displaystyle n} — натуральне число, а морфізмами відображення {\displaystyle f:[n]\to [n']} такі, що з {\displaystyle i\leqslant j} випливає {\displaystyle f(i)\leqslant f(j)}. Іншими словами, об'єктами симпліційної категорії є скінченні порядкові числа, а морфізмами — нестрого монотонні функції між ними. Порядкове число {\displaystyle [0]} є початковим об'єктом категорії, а {\displaystyle [1]} — термінальним.

## Властивості
Будь-який морфізм симпліційної категорії може бути породжений композицією морфізмів ({\displaystyle 0\leqslant i\leqslant n}):
{\displaystyle \delta _{i}^{n}:[n-1]\to [n]},
{\displaystyle \sigma _{i}^{n}:[n+1]\to [n]},
заданих як:
{\displaystyle \delta _{i}^{n}(j)={\begin{cases}j,&j<i\\j+1,&j\geqslant i\end{cases}}} (зростаюче ін'єктивне відображення, що «пропускає» {\displaystyle i}),
{\displaystyle \sigma _{i}^{n}(j)={\begin{cases}j,&j\leqslant i\\j-1,&j>i\end{cases}}} (неспадне сюр'ективне відображення, що приймає значення {\displaystyle i} двічі).
Більш того, для будь-якого {\displaystyle f\in \mathrm {Hom} _{\Delta }([m],[n])} існує єдине подання:
{\displaystyle f=\delta _{i_{s}}^{n}\delta _{i_{s-1}}^{n-1}\dots \delta _{i_{1}}^{n-s+1}\sigma _{j_{t}}^{m-t}\dots \sigma _{j_{2}}^{m-2}\sigma _{j_{1}}^{m-1}},
де {\displaystyle 0\leqslant i_{1}<\dots <i_{s}\leqslant n}, {\displaystyle 0\leqslant j_{t}<\dots <j_{1}<m}, {\displaystyle n=m-t+s}.
Ці морфізми задовольняють співвідношення:
{\displaystyle \delta _{j}^{n+1}\delta _{i}^{n}=\delta _{i}^{n+1}\delta _{j-1}^{n}}, якщо {\displaystyle i<j},
{\displaystyle \sigma _{j}^{n}\sigma _{i}^{n+1}=\sigma _{i}^{n}\sigma _{j+1}^{i+1}}, якщо {\displaystyle i\leqslant j},
{\displaystyle \sigma _{j}^{n-1}\delta _{i}^{n}={\begin{cases}\delta _{i}^{n-1}\sigma _{j-1}^{n-2},&i<j\\{\mathsf {Id}}_{[n-1]},&i=j\,\vee \,i=j+1\\\Delta _{i-1}^{n-1}\sigma _{j}^{n-2},&i>j+1\end{cases}}}
Дані співвідношення однозначно визначають морфізми {\displaystyle \delta } і {\displaystyle \sigma }.

## Пов'язані означення
Порядкове додавання  — біфунктор {\displaystyle +:\Delta \times \Delta \to \Delta }, заданий на порядкових числах як звичайне додавання:
{\displaystyle [n]+[n']=[n+n']},
а для морфізму {\displaystyle f:[n]\to [n']} і {\displaystyle g:[m]\to [m']} за наступною схемою:
{\displaystyle (f+g)(i)={\begin{cases}f(i),&0\leqslant i\leqslant n-1\\n'+g(i-n),&n\leqslant i\leqslant n+m-1\end{cases}}}.
Симпліційна категорія з порядковим додаванням утворює строго моноїдальну категорію.
 У застосування також використовується  поповнена симпліційна категорія  (англ. augmented simplicial category) {\displaystyle \Delta _{+}} — симпліційна категорія, доповнена ордіналом {\displaystyle [-1]=\varnothing }: {\displaystyle \Delta _{+}=\Delta \cup [-1]}. Іноді доповнену симпліційну категорію називають  алгебричною симпліційною категорією, в цьому випадку {\displaystyle \Delta } називають топологічною.

## Геометричне представлення
Для об'єктів категорії {\displaystyle \Delta }існує геометричне представлення за допомогою коваріантного функтора {\displaystyle \{0,1,\dots ,n\}\to \Delta ^{n}} образами якого є стандартні симплекси рівні за означенням {\displaystyle \Delta ^{n}=\{(t_{0},\dots t_{n})\mid {(\sum _{i}t_{i}=1)}\wedge {(\forall i\;t_{i}\geqslant 0)}\}}і морфізм {\displaystyle f_{*}:\Delta ^{n}\to \Delta ^{m}}, породжений морфізмом {\displaystyle f:[n]\to [m]}задається як {\displaystyle f_{*}(t_{0},\dots t_{n})=(s_{0},\dots s_{m}),\quad s_{j}=\sum _{f(i)=j}t_{i}.}
Інакше кажучи, образом i-ї вершини {\displaystyle \Delta ^{n}} є {\displaystyle f(i)}-вершина симплекса {\displaystyle \Delta ^{m}}, а для всіх інших точок відображення продовжується лінійно по барицентричних координатах.
Тоді відображення {\displaystyle d_{*}^{i}} переводить {\displaystyle \Delta ^{n}} у i-ту грань симплекса {\displaystyle \Delta ^{n+1}}, а {\displaystyle s_{*}^{j}}переводить {\displaystyle \Delta ^{n}} у {\displaystyle \Delta ^{n-1}}стискуючи j-ту і j+1 точки в одну точку.

## Симпліційні і косимпліційні об'єкти
Симплектичним об'єктом категорії {\displaystyle {\mathcal {C}}} називається довільний контраваріантний функтор {\displaystyle X:\Delta \to {\mathcal {C}}}. Аналогічно коваріантний функтор {\displaystyle X:\Delta \to {\mathcal {C}}} називається косимпліційним об'єктом.
Симпліційний об'єкт можна повністю задати визначивши для кожного {\displaystyle n\geqslant 0} об'єкт {\displaystyle X_{n}} (що називається n-м шаром, або n-ю компонентою симплектичного об'єкта {\displaystyle X}) і морфізми
{\displaystyle d_{i}=X(\delta _{i}):X_{n}\to X_{n-1}} (оператор граней)
{\displaystyle s_{i}=X(\sigma _{i}):X_{n}\to X_{n-1}} ((оператор виродження)).
Тоді симпліційний об'єкт можна ототожнити із системою {\displaystyle \{X_{n},d_{i},s_{i}\}}, де {\displaystyle X_{n}} — об'єкти категорії {\displaystyle {\mathcal {C}}} і морфізми {\displaystyle d_{i}:X_{i}\to i-1,\quad 0\leqslant i\leqslant n} і {\displaystyle s_{i}:X_{i}\to i+1,\quad 0\leqslant i\leqslant n} задовольняють співвідношення:
{\displaystyle d_{i}d_{j}=d_{j-1}d_{i}}, якщо {\displaystyle i<j},
{\displaystyle s_{i}s_{j}=s_{j+1}s_{i}}, якщо {\displaystyle i\leqslant j},
{\displaystyle d_{i}s_{j}={\begin{cases}s_{j-1}d_{i},&i<j\\{\mathsf {Id}},&i=j\,\vee \,i=j+1\\s_{j}d_{i-1},&i>j+1\end{cases}}}.
За допомогою двоїстості у такий же спосіб можна задати і косимпліційні об'єкти.

### Симпліційні відображення
Симпліційним відображенням {\displaystyle f:X\to Y} (між двома симпліційними об'єктами однієї категорії) називається довільний морфізм функтора {\displaystyle X:\Delta \to {\mathcal {C}}} в функтор {\displaystyle Y:\Delta \to {\mathcal {C}}}, тобто така система морфізмів {\displaystyle f_{n}:X_{n}\to Y_{n},\quad n\geqslant 0}, для якої виконуються співвідношення
{\displaystyle d_{i}f_{n+1}=f_{n}d_{i}}, для {\displaystyle 0\leqslant i\leqslant n+1},
{\displaystyle s_{i}f_{n}=f_{n+1}s_{i}}, для {\displaystyle 0\leqslant i\leqslant n}.
Симпліційною гомотопією {\displaystyle h:f\simeq g} що зв'язує симпліційні {\displaystyle f,g:X\to Y} відображення симпліційних об'єктів категорії {\displaystyle {\mathcal {C}}}, називається сім'я морфізмів {\displaystyle h_{i}:X_{n}\to Y_{n+1},\quad 0\leqslant i\leqslant n} категорії, що задовольняють співвідношення:
{\displaystyle d_{0}f_{0}=f_{n}},
{\displaystyle d_{n}f_{n}=g_{n}},
{\displaystyle d_{i}h_{j}={\begin{cases}h_{j-1}d_{i},&i<j\\d_{j}h_{j-1},&i=j>0\\h_{j}d_{i-1},&i>j+1\end{cases}}},
{\displaystyle s_{i}h_{j}={\begin{cases}h_{j+1}s_{i},&i\leqslant j\\h_{j}s_{i-1},&i>j\end{cases}}}.
{\displaystyle }Симпліційні об'єкти категорії {\displaystyle {\mathcal {C}}} і їх симпліційні відображення утворюють категорію {\displaystyle \Delta ^{\circ }{\mathcal {C}}}. З введеними вище означеннями у цій категорії можна відтворити майже всю стандартну теорію гомотопій, що пояснює значення симпліційної категорії і симпліційних об'єктів в алгебричній топології.